# Umowa pożyczki

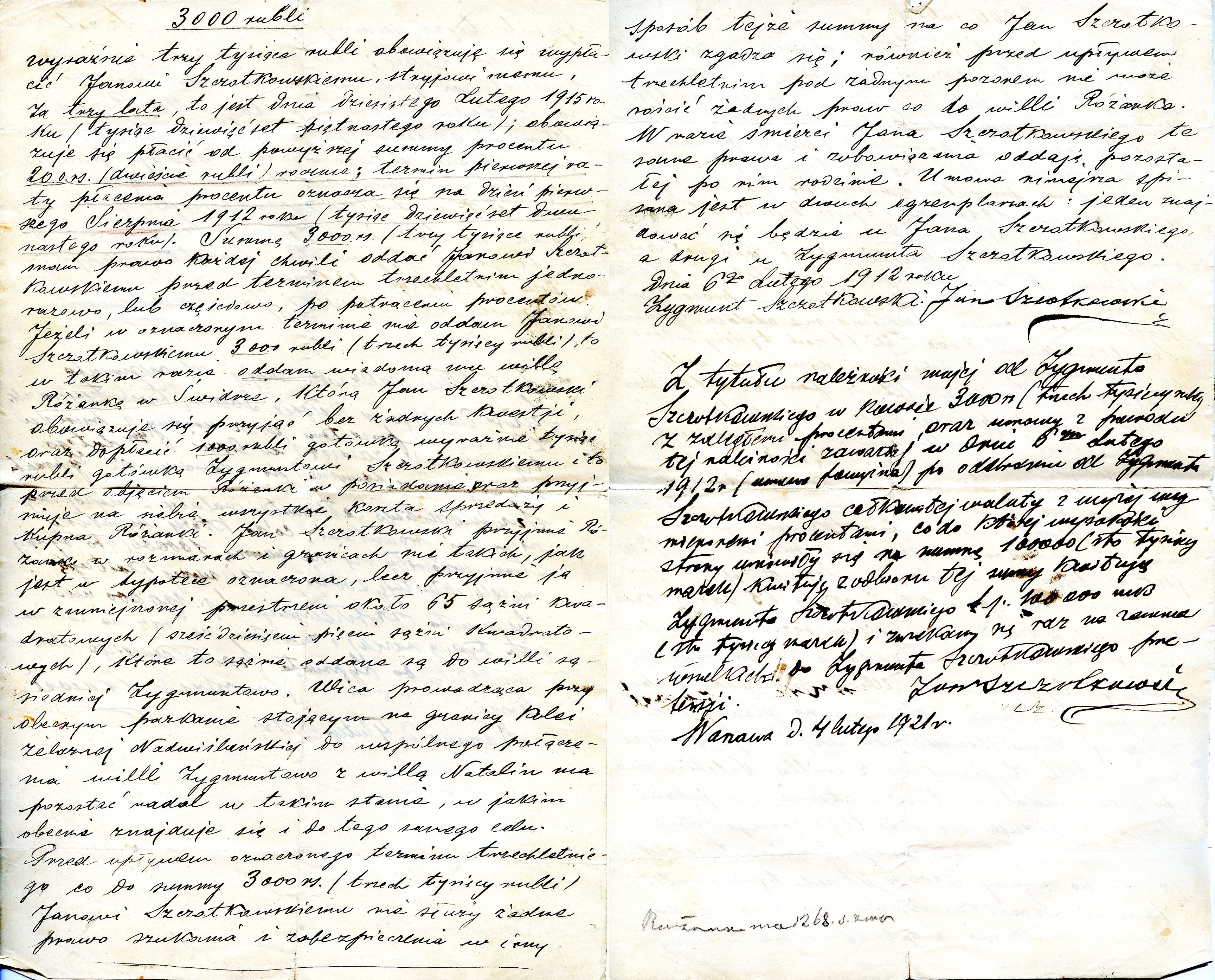
Oryginalna umowa pożyczki pieniężnej z roku 1912

Umowa pożyczki – umowa, w ramach której pożyczkodawca oddaje na własność pożyczkobiorcy pieniądze lub rzeczy oznaczone co do gatunku, a pożyczkobiorca zobowiązuje się do oddania tej samej ilości pieniędzy lub rzeczy (tego samego gatunku i jakości) po upływie ustalonego w umowie czasu (art. 720 § 1 kc). 

## Termin zwrotu pożyczki
Jeżeli termin zwrotu pożyczki nie został przez strony w umowie oznaczony, dłużnik obowiązany jest ją zwrócić w ciągu sześciu tygodni od wypowiedzenia dokonanego przez dającego pożyczkę (art. 723 kc).

## Odpłatność/nieodpłatność
W zależności od woli stron, pożyczka może być odpłatna lub nieodpłatna. Najczęstszą formą odpłatności za pożyczkę pieniężną są odsetki – ustawowe lub ustalone przez strony (umowne).

## Forma
Jeżeli wartość pożyczki jest wyższa aniżeli tysiąc złotych, to umowa pożyczki powinna być zawarta w formie dokumentowej. Jest to jednak forma zastrzeżona jedynie dla celów dowodowych (ad probationem). 

## Odstąpienie od umowy
Jeżeli zwrot pożyczki jest wątpliwy ze względu na złą sytuację majątkową biorącego pożyczkę, wówczas dający pożyczkę (o ile o tych okolicznościach nie wiedział i nie mógł się z łatwością dowiedzieć) może odstąpić od umowy i – co się z tym wiąże – odmówić wydania przedmiotu pożyczki.

## Naprawienie szkody
Gdyby się okazało, że rzeczy otrzymane przez biorącego pożyczkę mają wady, wtenczas dający ma obowiązek naprawić szkody, jakie wyrządził biorącemu przez to, iż pomimo że wiedział o wadach, nie zawiadomił go o ich istnieniu. Okolicznością wyłączającą powstanie powyższego obowiązku jest sytuacja, w której biorący mógł z łatwością owe wady zauważyć. Zasada ta ma jednak charakter dyspozytywny – strony umowy mogą kwestię naprawienia szkody zmodyfikować lub wyłączyć z umowy.
Roszczenie biorącego pożyczkę, o wydanie jej przedmiotu, przedawnia się z upływem sześciu miesięcy, licząc od momentu, w którym przedmiot miał zostać wydany (czyli nie liczy się tu moment zawarcia umowy).